# Nina Rita Torres
Nina Rita Torres (1941 — Rio de Janeiro, 10 de abril de 2014) foi uma jornalista e empresária brasileira. Proprietária do Grupo  O Fluminense, do qual faz parte o jornal O Fluminense.

## Biografia
Filha do jornalista Alberto Francisco Torres, Nina Rita Torres era professora e seguiu a carreira na imprensa. Durante muitos anos editou o  Pingo de Gente, suplemento infantil do jornal O Fluminense, posteriormente se dedicou à supervisão das coberturas sociais, eventos culturais e ações de cidadania e solidariedade em Niterói e demais municípios da região.
Depois da morte do pai em 1998, tornou-se presidente do Grupo Fluminense de Comunicação, sediado na cidade de Niterói.
Nina estava internada, devido a problemas cardíacos, no Hospital Samaritano, no bairro de Botafogo, na cidade do Rio de Janeiro, quando faleceu na madrugada de 10 de abril de 2014, à 0h30. O corpo foi velado no Teatro da Paróquia São Judas Tadeu, em Icaraí, bairro de Niterói. O sepultamento ocorreu às 17h, no Cemitério do Santíssimo Sacramento, no Maruí, localizado no bairro do Barreto, em Niterói.
Casada com o jornalista Ephrem Amora, a empresária teve dois filhos: o médico dermatologista Alberto Francisco Torres Amora (já falecido) e o jornalista Alexandre Torres Amora, que atualmente administra o Grupo O Fluminense.